# Grupo Financiero EBC
El Grupo Financiero EBC (también conocido como EBC Financial Group) es una empresa de servicios financieros con sede en Londres, Reino Unido. Ofrece servicios de corretaje, gestión de activos e inversiones, incluyendo operaciones en el mercado de divisas (Forex) y negociación de contratos por diferencia (CFD). La compañía opera a nivel internacional y está sujeta a regulaciones financieras en distintas jurisdicciones.

## Historia
La empresa fue establecida en Londres el 9 de marzo de 2020 con sus oficinas ubicadas en Leadenhall Street, uno de los distritos financieros más importantes de Reino unido.

## Regulaciones
EBC Financial Group está registrada y cuenta con licencias emitidas por diversas autoridades regulatorias, incluyendo la Autoridad de Conducta Financiera (FCA) del Reino Unido, la Comisión Australiana de Valores e Inversiones (ASIC) y la Autoridad Monetaria de las Islas Caimán (CIMA).

## Productos
La empresa ofrece servicios de negociación basados en contratos por diferencia (CFD), distribuidos en varias clases de activos financieros:

### Forex
Incluye operaciones  sobre 37 pares de divisas, con spreads que pueden comenzar desde los 0 pips, destinados a usuarios que operan en el mercado cambiario.

### Materias primas
Proporciona acceso a materias primas metálicas y energéticas, tales como oro, plata , petróleo y gas natural.

### Índices bursátiles
Permite operar CFD sobre índices bursátiles globales, ofreciendo cotizaciones en tiempo real con spreads variables.

### Acciones
Desde diciembre del 2024, la empresa incorporó contratos por diferencia sobre acciones de emisores registrados en mercados  estadounidenses.

### Fondos Cotizados
En junio de 2025, la compañía amplió su oferta para incluir CFD basados en fondos cotizados en bolsa (ETFs).